# هیث کت (نیوجرسی)
هیث کت (به انگلیسی: Heathcote) یک منطقهٔ مسکونی در ایالات متحده آمریکا است که در شهرستان میدلسکس، نیوجرسی واقع شده‌است. هیث کت ۶٫۷۱۲ کیلومتر مربع مساحت و ۵٬۸۲۱ نفر جمعیت دارد و ۵۶ متر بالاتر از سطح دریا واقع شده‌است.